# 米德蘭公路 (維多利亞州)

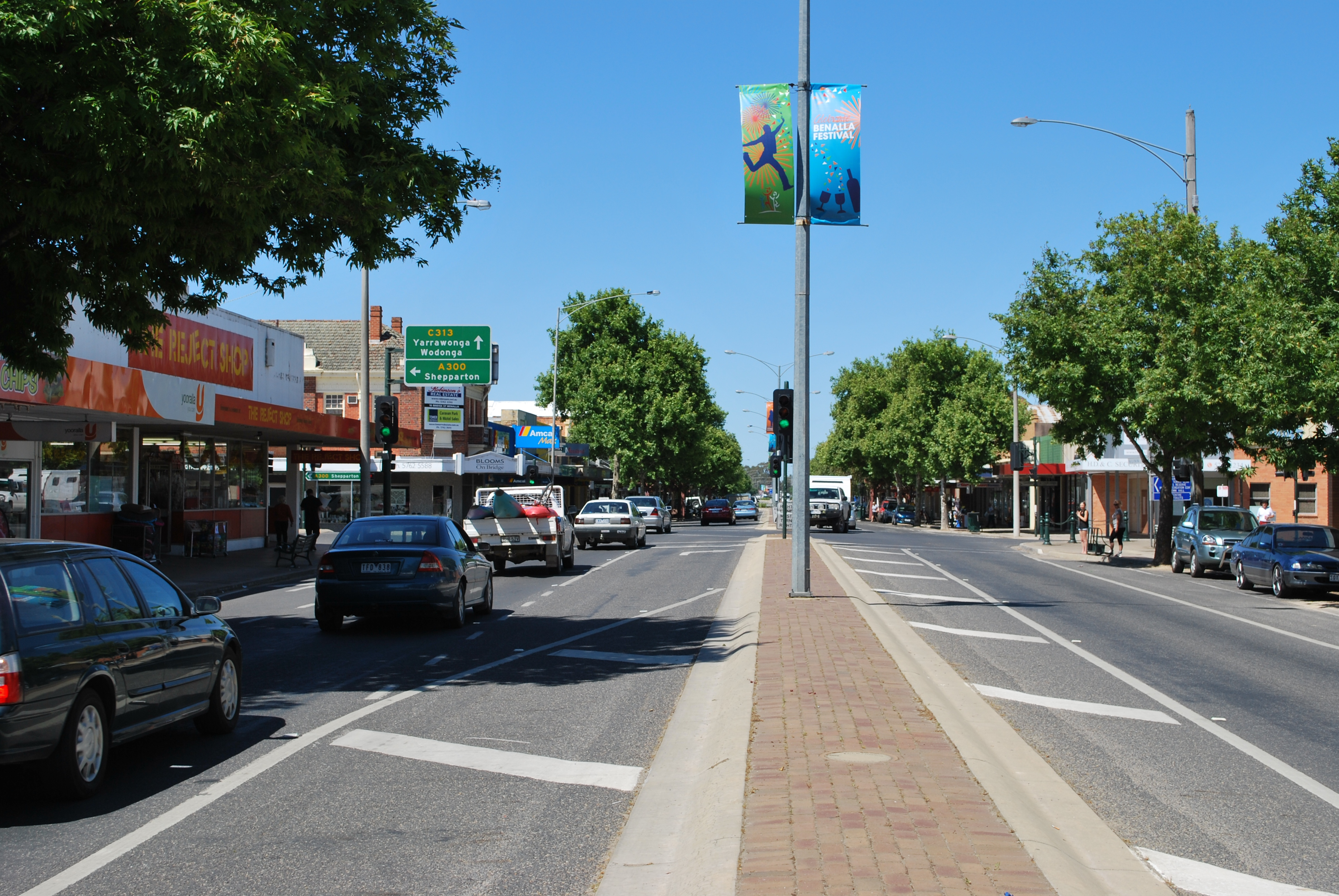
米德蘭公路

米德蘭公路（英語：Midland Highway），全長452（281英里），是貫穿澳大利亞維多利亞州多個主要城鎮的道路，西南方由吉朗開始，途經巴拉瑞特、本迪戈及謝帕頓，終點為曼斯菲爾德，公路編號為A300（吉朗至貝納拉段）、B300（貝納拉至巴賈格段）和C518（巴賈格至曼斯菲爾德段）。